# Diaphorocellus
Diaphorocellus is een geslacht van spinnen uit de  familie van de Palpimanidae.

## Soorten
- Diaphorocellus albooculatus Lawrence, 1927
- Diaphorocellus biplagiatus Simon, 1893
- Diaphorocellus helveolus (Simon, 1910)
- Diaphorocellus rufus (Tullgren, 1910)